# Филин (Даниловский район)
Филин — хутор в Даниловском районе Волгоградской области, в составе Островского сельского поселения.
Население — 63 (2010)

## История
Дата основания не установлена. На момент 1822 назывался х. Красностанов.

Хутор относился к юрту станицы Островской Усть-Медведицкого округа Земли Войска Донского (с 1870 — Область Войска Донского). В 1859 году на хуторе проживало 196 мужчин и 214 женщины. Большая часть населения была неграмотной. Согласно переписи населения 1897 года на хуторе проживало 272 мужчины и 284 женщины, из них грамотных: мужчин — 78, женщин — нет.
Согласно алфавитному списку населённых мест Области Войска Донского 1915 года на хуторе имелось хуторское правление, приходское училище, ветряная мельница, проживало 334 мужчины и 345 женщин, земельный надел составлял 4920 десятин.
С 1928 года — в составе Даниловского района Камышинского округа (упразднён в 1930 году) Нижне-Волжского края (с 1934 года — Сталинградского края, с 1936 года — Сталинградской области, с 1961 года — Волгоградской области). С 1963 года — в составе Котовского района. Филин был вновь передан в состав Даниловского района в 1966 году. В 1975 году хутор включён в состав Островского сельсовета.

## География
Хутор находится в степи, в пределах Приволжской возвышенности, на левом, высоком, берегу реки Медведицы (при устье балки Меловатка). В районе хутора берег Медведицы обрывистый, изрезан балками и оврагами. Высота центра населённого пункта около 100 метров над уровнем моря. На противоположном берегу Медведицы — пойменные леса. Почвы — чернозёмы южные, в пойме Медведицы — пойменные слабокислые и нейтральные почвы.
К хутору имеется полукилометровый подъезд от региональной автодороги Даниловка — Котово. По автомобильным дорогам расстояние до административного центра сельского поселения станицы Островской — 18 км, районного центра посёлка Даниловка — 16 км, до областного центра города Волгоград — 240 км, до ближайшего города Котово — 47 км. В 8 км выше по реке Медведице расположен хутор Каменный, в 12 км ниже — хутор Красный.
Часовой пояс
Филин, как и вся Волгоградская область, находится в часовой зоне МСК (московское время). Смещение применяемого времени относительно UTC составляет +3:00.

## Население
Динамика численности населения по годам:
| 1859 | 1873 | 1897 | 1915 | 1987 | 2002 |
| ---- | ---- | ---- | ---- | ---- | ---- |
| 410  | 386  | 556  | 679  | ≈100 | 73   |

| 2010 |
| ---- |
| 63   |